# Gavin & Stacey
Gavin & Stacey is een Britse sitcom waarvan de eerste twee seizoenen zijn uitgezonden op BBC Three en de kerstaflevering en het derde seizoen op BBC One. De serie is geschreven door Ruth Jones en James Corden die tevens een rol in de serie spelen. De serie volgt Gavin (Mathew Horne) en Stacey (Joanna Page) die een lange-afstandsrelatie hebben.
In Vlaanderen is de serie te zien op Acht en in Nederland is de serie uitgezonden door Comedy Central.

## Productie
James Corden kwam op het idee van Gavin & Stacey nadat hij met zijn vriendin een huwelijk bezocht in St Mellons, bij Cardiff tussen een bruid uit Wales en een Engelse bruidegom waarvan de gasten uit Barry kwamen. Tijdens het huwelijk gebeurde niets speciaals, alles ging goed en ongedwongen, iets wat Corden nog nooit op televisie had gezien. Hij vertelde dat aan Ruth Jones waarmee hij in de televisieserie Fat Friends speelde. Ze besloten van het huwelijk een televisiefilm van te maken met de speeltijd van een uur met de titel It's My Day.
Ze schreven een scenario met veel dialogen van veel verschillende personages en vignets. De BBC had geen plek voor een aflevering van een uur en vroeg aan hen om er een serie van te maken dat begon met de start van de relatie en eindigde met het huwelijk. Hierna herschreven ze het plot voor het eerste seizoen van de serie voor de BBC. De programma-aankoopster van de BBC was zo onder de indruk tijdens het lezen in de trein dat ze haar station miste. In december 2006 maakte de BBC bekend dat ze de serie zouden uitzenden op BBC Three.
Het schrijven van de afleveringen doen Corden en Jones samen. Ze zijn dan allebei in dezelfde ruimte en improviseren de scène waarbij ze elk personage spelen. De eerste aflevering was binnen vierentwintig uur geschreven en de andere vier afleveringen waren binnen drie maanden geschreven. De laatste aflevering van het eerste seizoen is geschreven in New York terwijl Corden op Broadway stond met het toneelstuk The History Boys. Jones reisde hem achterna en schreven ze samen in een appartement en in Central Park.
De personages zijn gebaseerd op mensen die ze zagen toen ze aan een hotelbar zaten tijdens het filmen van Fat Friends. Ze kozen mensen uit en improviseerden wat ze zouden zeggen op het huwelijk van Gavin en Stacey. Corden baseerde het personage dat hij zelf speelt,Smithy, op een vriend van zijn neef. Er was ook het idee dat Nessa een beste vriendin had die als ze dronken is het nummer Wild Thing zingt op het huwelijk, dat is autobiografisch voor Jones aangezien ze hetzelfde deed op haar eigen huwelijk. Gavin is vernoemd naar een vriend van Corden die net als in de serie zijn vrouw leerde kennen via de telefoon.
De achternamen van de personages zijn vernoemd naar seriemoordenaars. Gavin zijn achternaam Shipman komt van de dokter Harold Shipman die honderden van zijn patiënten heeft vermoord. Stacey heet West naar Fred West, die met zijn vrouw twaalf vrouwen heeft vermoord. Een vriend van de familie Shipman is Pete Sutcliffe, hij is vernoemd naar de Yorkshire Ripper. Na de kerstaflevering in 2009 reageerde een nabestaande van dokter Shipman dat het vervelend was dat er zo luchtig werd gedaan over het feit dat hij honderden mensen heeft vermoord en daarmee de levens van duizenden heeft geraakt. De BBC reageerde dat ze nooit een geheim hebben gemaakt van de achternamen en schrijfster Ruth Jones reageerde dat de keuze opzettelijk was en ze hoopte dat mensen er niet achter kwamen en als ze dat dan wel zouden doen het nog leuker zou maken.

### Acteurs
Joanna Page kreeg de rol van Stacey West door auditie te doen waar ze bij de toiletten in contact kwam met Ruth Jones. Na dit gesprek was Jones overtuigt en zei dat Stacey heeft ontmoet. De chemie tussen Page en haar tegenspeler Mathew Horne was doorslaggevend voor hun auditie. Horne had een rol in de komedieserie Roman's Empire wat op BBC Three zou worden uitgezonden. Hij deed auditie voor de rol van Gavin en kreeg deze rol. De BBC verbood hem om in twee BBC-series te spelen, iets wat ze eerder ook al hadden gedaan toen Horne een hoofdrol in een andere serie had en Horne toen voor Roman's Empire koos. Op een gegeven moment besloot iemand bij de BBC dat het alsnog mogelijk was en werd Roman's Empire verschoven naar BBC Two.
James Corden en Ruth Jones schreven de rol van Pamela voor Alison Steadman met wie ze samen speelden in Fat Friends. Tijdens het schrijven van het personage Bryn West hadden ze Rob Brydon in gedachten. Ze stuurden hem het script van de eerste twee afleveringen en hij was meteen enthousiast. Hij wist precies hoe het personage er uit zou zien en zich zou gedragen. Voor de rol van Gwen West werd een auditie gehouden en Melanie Walters wist de rol te bemachtigen. Ze kende Jones al en werkte al eens samen met Brydon.
Voor de rol van Michael Shipman werden audities gehouden en Larry Lamb deed auditie, een dag nadat hij het script van de eerste twee afleveringen kreeg toegestuurd. Hoewel de regisseur, producent en Ruth Jones hem perfect vonden voor de rol van Michael, wilden ze hem de volgende dag nog een keer zien samen met Alison Steadman. Lamb kreeg het advies van zijn vrouw, actrice Clare Burt, om niet grappig te doen en ze werkten samen aan alle scènes. Na de tweede auditie kreeg hij de rol van Michael.
James Corden speelde met Adrian Scarborough in de verfilming van het toneelstuk The History Boys. Hierna zagen ze elkaar opnieuw bij een benefietavond van het British Film Institute en informeerde Scarborough naar de plannen van Corden. Die vertelde dat hij bezig was met het schrijven van Gavin & Stacey waarop Scarborough vroeg of hij dan ook een rol voor hem had geschreven. Corden belde en twee dagen later kreeg hij een script toegestuurd.

## Verhaal
Tijdens het werk hebben Gavin Shipman (Mathew Horne) uit Billericay, Essex en Stacey West (Joanna Page) uit Barry in Wales via de telefoon verschillende flirts. Ze besluiten elkaar in Londen te ontmoeten. Gavin neemt zijn beste vriend Smithy (James Corden) mee en Stacey haar beste vriendin Nessa (Ruth Jones). Gavin en Stacey kunnen het goed met elkaar vinden, maar hun vrienden hebben een hekel aan elkaar tot ze allebei dronken zijn.
Gavin woont bij zijn ouders, de nuchtere Michael Shipman (Larry Lamb) en Pamela (Alison Steadman) die Gavin als haar prins ziet en alles voor hem over heeft. Stacey woont bij haar moeder Gwen West (Melanie Walters) die weduwe is. Ze krijgen vaak bezoek van de naïeve oom van Stacey, Bryn West (Rob Brydon).

### Seizoen 1
Het eerste seizoen volgt Gavin en Stacey terwijl ze een lange-afstandsrelatie hebben. Na hun ontmoeting in Londen ontmoeten ze elkaar opnieuw en vraagt Gavin Stacey ten huwelijk. Tijdens hun verloving blijven ze gescheiden leven en zijn ze de bruiloft aan het plannen. Stacey probeert verborgen te houden voor Gavin dat ze al vijf keer is verloofd.
Smithy en Nessa proberen hun one-night-stand te vergeten en proberen zo min mogelijk contact met elkaar te hebben. Nessa komt erachter dat ze zwanger is van Smithy. Ze twijfelt of ze dit aan hem moet vertellen en doet dit niet tijdens de bruiloft van Gavin en Stacey.
Voor het huwelijk komt ook Jason (Robert Wilfort), de broer van Stacey terug uit Spanje. Dat maakt het voor Bryn ongemakkelijk, want hierdoor wordt hij herinnert aan het incident dat plaatsvond tijdens het vissen.

### Seizoen 2
Het tweede seizoen begint als Gavin en Stacey terugkomen van hun huwelijksreis. Om dat te vieren gaan ze naar een Italiaans restaurant. Daar komt iedereen achter het nieuws dat Smithy de vader is van het ongeboren kind van Nessa. Als Smithy dit nieuws als laatste hoort verdwijnt hij eventjes. Met de hulp van zijn zus Rudi (Sheridan Smith) weten ze hem te vinden en besluit hij een vader te willen zijn voor het ongeboren kind.
Gavin en Stacey wonen tijdelijk bij Pam en Mick. Stacey heeft het moeilijk als ze geen werk kan vinden en ze heimwee krijgt naar haar vrienden en familie in Barry. Om de problemen op te lossen gaan ze een woning zoeken in Essex, maar Stacey is nog steeds niet tevreden en wil terug naar Barry en geeft Gavin haar trouwring.
Als Nessa onverwachts moet bevallen gaan Pam, Mick en Stacey zo snel mogelijk naar Wales terwijl Gavin Smithy zoekt. De twee rijden naar Wales en komen aan bij het ziekenhuis als Nessa al is bevallen van een jongen. Nessa en Smithy krijgen een meningsverschil over de naam omdat ze hun kind naar hun eigen vader willen vernoemen. Dan blijkt dat hun vader dezelfde naam hebben: Neil. Gavin en Stacey geven een huwelijk opnieuw een kans.
Tijdens de kerstaflevering bezoeken Gwen, Bryn, Nessa en haar vriend Dave (Steffan Rhodri) tijdens kerstavond Gavin en Stacey die nogsteeds bij Pam en Mick logeren. Bryn en Jason hebben het opnieuw over hun visuitje. Gavin vertelt dat hij een baan heeft gevonden in Cardiff, wat betekent dat hij met Stacey naar Wales gaat. Pam en Smithy zijn eerst boos maar accepteren het later. Smithy is ook boos als hij het gevoel krijgt dat Dave die met baby Neil en Nessa samenwoont hem vervangt als vader. Dit gevoel versterkt als Dave Nessa ten huwelijk vraagt.

### Seizoen 3
In het derde seizoen begint Gavin met zijn nieuwe baan in Wales. Zijn familie en Smithy komen naar Wales voor de doop van Neil. Gavin en Stacey besluiten dat ze ook een kind willen en proberen dan zwanger te raken. Als dit niet lukt denkt Stacey dat ze onvruchtbaar is, ze gaan hierom naar de dokter waaruit blijkt dat ze vruchtbaar is, maar dat Gavin geen zaadcellen in zijn sperma heeft.
Als Nessa in Engeland is om Neil en Smithy tijd te laten doorbrengen, slaapt ze opnieuw met Smithy. Dave komt daarachter als Smithy het hem vertelt tijdens het feest, nadat Dawn (Julia Davis) en Pete (Adrian Scarborough) Sutcliffe hun trouwgeloftes opnieuw hebben uitgesproken. Nessa en Dave besluiten toch hun bruiloft door te laten gaan.
Tijdens de bruiloft verschijnt Smithy met Neil en vraagt Nessa niet met Dave te trouwen omdat ze niet van hem houdt. Dave is het daar mee eens en de bruiloft wordt afgeblazen. Stacey ontdekt dat ze zwanger is en is dolgelukkig net als Gavin. De serie eindigt met Nessas en Smithy die met Gavin en een hoogzwangere Stacey op de boulevard van Barry zitten.

## Rolverdeling

### Hoofdrollen
| Acteur          | Personage               | Beschrijving |
| --------------- | ----------------------- | --- |
| Mathew Horne    | Gavin Shipman           | Gavin woont in Essex bij zijn ouders. Via de telefoon krijgt hij contact met Stacey en ze besluiten elkaar te ontmoeten. Na hun tweede ontmoeting verloven ze zich. Na hun bruiloft woont hij samen met Stacey in Essex, maar door de heimwee van Stacey verhuizen ze naar Wales. Tijdens hun huwelijk zijn ze bezig met het kinderen krijgen, iets wat moeilijk gaat door vruchtbaarheidsproblemen.                                              |
| Joanna Page     | Stacey West             | Stacey komt uit Wales en woont bij haar moeder. Voordat ze Gavin ontmoet is ze al vijf keer verloofd geweest. Ze is meteen verliefd op Gavin en ze verloven dan al snel. Na de bruiloft verhuist ze naar Essex, maar doordat ze geen werk kan vinden krijgt ze al snel heimwee. Als Gavin een baan kan krijgen in Wales verhuizen ze. Op de dag van de bruiloft van David en Nessa vertelt ze aan Gavin dat ze zwanger is.                        |
| James Corden    | Neil 'Smithy' Smith     | Smithy is de beste vriend van Gavin en hij gaat dan ook met hem mee als hij zijn eerste ontmoeting met Stacey heeft. Diezelfde avond heeft hij een one-night-stand met Nessa hoewel ze elkaar niet aardig vinden. Als blijkt dat Nessa zwanger is wil hij een goede vader voor het kind zijn. Hierdoor is hij jaloers op Dave die wel een vader voor zijn kind kan zijn. Tijdens de bruiloft van Nessa en Dave verklaart hij de liefde aan Nessa. |
| Ruth Jones      | Vanessa 'Nessa' Jenkins | Nessa is de vriendin van Stacey. Ze heeft verschillende baantjes en minnaars gehad, maar werkt nu in een arcadehal. Ze raakt zwanger van Smithy en trekt tijdens haar zwangerschap in bij Gwen die ze als een tweede moeder beschouwt. Ook begint ze een relatie met Dave en als hij haar ten huwelijk vraagt zegt ze ja. Dave verlaat haar voor het altaar als hij denkt dat ze meer van Smithy houdt.                                           |
| Larry Lamb      | Michael Shipman         | Michael is getrouwd met Pamela en is de vader van Gavin. Hij is een nuchtere man en heeft een eigen bedrijf. |
| Alison Steadman | Pamela Shipman          | Pamela is getrouwd met Michael en is stapelgek op hun zoon Gavin, die ze vaak haar kleine prins noemt. Ze is een huisvrouw en speelt graag gastvrouw. Haar verbeeldingsvermogen wil nog weleens met haar op de loop gaan, maar dan biedt Michael wat tegenwicht. |
| Rob Brydon      | Bryn West               | Bryn is de broer van Trevor, de overleden vader van Stacey. Sinds zijn dood voelt hij zich verantwoordelijk voor zijn nichtje en neefje. Hij woont aan de overkant van Gwen en komt daarom vaak langs. Hij is een beetje naïef en kan om de kleinste dingen, zoals een autonavigatiesysteem en het internet heel enthousiast worden. De band met zijn neefje Jason was ongemakkelijk na gebeurtenissen tijdens een visuitstapje.                  |
| Melanie Walters | Gwen West               | Gwen is de moeder van Stacey en Jason. Ze is een huismoeder en heeft een hechte band met Stacey. Ze doet veel voor Nessa en was ontroert toen die haar een tweede moeder noemde. Ze maakt vaak omeletten |

### Bijrollen
| Acteur             | Personage         | Beschrijving |
| ------------------ | ----------------- | --- |
| Steffan Rhodri     | David Coaches     | David heeft een eigen busbedrijf die reizen naar Londen maakt. Hij krijgt een relatie met Nessa en vraagt haar later ten huwelijk. Hij neemt ook de zorg op zich van het zoontje van Nessa en Smithy. Tijdens de bruiloft verlaat hij Nessa voor het altaar omdat hij niet gelooft dat ze van hem houdt. |
| Sheridan Smith     | Ruth 'Rudi' Smith | De zus van Smithy die van uitgaan houdt. Ze is soms wat kinderachtig en heeft vaak ruzie met Smithy. |
| Margareth John     | Doris             | De oude buurvrouw van Gwen die vaak met jonge mannen afspraakjes heeft. |
| Adrian Scarborough | Pete Sutcliffe    | Vriend van Pam en Michael Shipman. Hij heeft geen goed huwelijk met zijn vrouw Dawn. |
| Julia Davis        | Dawn Sutcliffe    | Vriendin van Pam en Michael Shipman. Ze heeft geen goed huwelijk met haar man Pete en ze beledigen elkaar vaak in het openbaar. |
| Robert Wilfort     | Jason West        | Broer van Stacey die in Spanje woont en een relatie heeft met José. Hij heeft sinds ze samen zijn gaan vissen een ongemakkelijke omgang met zijn oom Bryn. |

## Afleveringen
| Seizoen | Aantal Afleveringen | Première         | Slot             |
| ------- | ------------------- | ---------------- | ---------------- |
| 1       | 6                   | 13 mei 2007      | 10 juni 2007     |
| 2       | 8                   | 16 maart 2008    | 24 december 2008 |
| 3       | 6                   | 26 november 2009 | 1 januari 2010   |

### Speciale afleveringen
Voor het inzamelingsprogramma Comic Relief in 2009 verschenen Ruth Jones en Rob Brydon als hun personages Nessa Jenkins en Bryn West in een korte aflevering. In deze aflevering reizen Nessa en Bryn naar Las Vegas om deel te nemen aan het wereldkampioenschap karaoke waar ze ook Tom Jones ontmoeten. Ze zingen het nummer (Barry) Islands in the stream gebaseerd op het duet Islands In The Stream gezongen door Dolly Parton en Kenny Rogers. Omdat het nummer als single werd uitgebracht moest er toestemming worden gevraagd aan de schrijvers, de Bee Gees. Robin Gibb zag de versie van het nummer die Jones en Brydon zongen in het tweede seizoen en belde op dat hij een fan was van de serie en toestemming gaf voor Comic Relief. Gibb speelde ook een cameorol in de aflevering. De single (Barry) Island in the stream werd meer dan vijf miljoen keer verkocht en kwam vanuit het niets op de eerste plaats van de UK Singles Chart.
In hetzelfde programma kroop James Corden in de huid van zijn personage Smithy. In de sketch gaf hij het Engels voetbalelftal, waaronder David Beckham, Rio Ferdinand and Peter Crouch en David James, tips om beter te presteren. In 2010 verscheen Smithy bij het inzamelingsprogramma Sport Relief waar hij de prijs Coach van het jaar ontving. Daarna verschenen er beelden van Smithy die verschillende Engelse sporters zoals Andy Murray, Tom Daley, Jenson Button en het elftal van Manchester United advies gaf. Ook ging hij met David Beckham in bad, keken ze de soapserie Neighbours en knipte Smithy het haar van David. In 2010 verschenen Nessa en Smithy ook bij de Comedy Gala, een benefiet Stand-upcomedy gala.
Bij Comic Relief in 2011 was er een sketch dat Smithy het inzamelingsprogramma moest redden. Hij gaat naar een vergadering met bekende Britten om uit te maken wie van hen naar Afrika gaat om een film op te nemen. Zo was Keira Knightley te mooi en kon Rio Ferdinand niet huilen op commando. Paul McCartney vond het een slecht idee om Smithy te sturen omdat hij te mollig is. Bij de editie van 2013 zat Smithy in het publiek en liep daarna het podium op om zijn mening te geven over het inzamelingsprogramma en dat het niet om de bekendheden gaat maar om de mensen zelf.

## Prijzen en nominaties
In 2007 was Gavin & Stacey met zeven nominaties de meest genomineerde serie van de British Comedy Awards. De serie won in de categorie Beste nieuwe Britse TV comedy. Ook was de serie genomineerd in de categorie Beste TV comedy. James Corden, die de rol van Smithy speelt won de prijs in de categorie Beste mannelijke comedy nieuwkomer. Ook Mathew Horne was voor deze prijs genomineerd. Ruth Jones won de prijs in de categorie Beste vrouwelijke comedy nieuwkomer waar ook Joanna Page voor was genomineerd. Jones was ook genomineerd voor Beste tv comedy actrice voor haar rollen in Gavin & Stacey en in de komedieserie Saxondale.
In 2008 won de serie bij de British Comedy Awards de prijs voor Beste TV Comedy. Bij de BAFTA's won Gavin & Stacey de publieksprijs voor programma van het jaar en won James Corden de prijs in de categorie Best Comedy Performance. Bij de South Bank Awards won de serie de prijs voor Beste Comedy. Bij de Broadcast Awards won het de prijs voor Best Multichannel Programme. De serie was ook genomineerd in de categorieën Beste Comedy Programma en Beste Nieuwe Programma.
In 2009 werd de serie genomineerd in de categorie Beste TV Show bij de NME Awards. Acteur Rob Brydon werd genomineerd voor een BAFTA voor zijn rol als Bryn West. Bij de British Comedy Awards was Brydon genomineerd in de categorie Best Television Comedy Actor en Ruth Jones was genomineerd in de categorie Best Television Comedy Actress. James Corden werd genomineerd voor een Royal Television Society Award in de categorie Comedy Performance.
De serie won in 2010 een TV Choice Awards voor Best Comedy Show. De serie won bij de National Television Awards een prijs in de categorie Best comedy Programma. Ruth Jones kreeg een nominatie voor haar rol als Nessa in de categorie Comedy Performance bij de Royal Television Society Awards. Bij de British Comedy Awards werd Rob Brydon genomineerd in de categorie Best Comedy Actor.

## Amerikaanse versies
In maart 2008 werd bekend dat de Amerikaanse zender NBC de rechten had gekocht voor een Amerikaanse versie. Gavin zou in deze versie uit de staat New Jersey komen en Stacey uit South Carolina. Negen maanden later vertelde Ruth Jones dat er alleen een scenario is geschreven en er geen serie op televisie zou verschijnen. Ze vond het script niet goed en hoopt dat het beter gaat bij de zender ABC die interesse heeft in een proefaflevering.
In september 2009 bestelde de zender ABC een proefaflevering die gemaakt zou worden door BBC Worldwide. Het scenario is geschreven door Stacey Traub, schrijfster van de komedie Notes from the Underbelly, en Hayes Jackson die meegeschreven heeft aan According to Jim. Bijna een jaar later in 2010 liet Ruth Jones weten dat ze niets meer over de proefaflevering heeft gehoord en ervan uitgaat dat een Amerikaanse versie van de serie niet zal gebeuren. Enkele maanden later werd duidelijk dat de serie niet doorgegaan is doordat er andere mensen leiding geven aan de zender ABC dan toen de proefaflevering werd besteld.

### Us & Them
In oktober 2012 werd bekend dat de zender FOX een Amerikaanse versie van Gavin & Stacey wide maken. Het scenario van de proefaflevering zou geschreven worden door David J. Rosen. Enkele maanden later, in januari 2013, maakte de zender bekend dat er een proefaflevering wordt gemaakt, onder de titel Friends & Families. Een maand later werden de eerste acteurs uitgekozen, zo werd Jason Ritter gekozen om Gavin te spelen en Dustin Ybarra de rol van Smithy. In maart werd Alexis Bledel gekozen om de rol van Stacey te spelen. Dezelfde maand werd ook bekend dat Kerri Kenney-Silver en Kurt Fuller de rollen zullen spelen van Gwen en Michael. De rol van Pam wordt gespeeld door Jane Kaczmarek.
In mei 2013 werd bekend dat de serie uitgezonden zou worden onder de naam Us & Them. Er zouden dertien afleveringen van de serie worden uitgezonden, maar in oktober 2013 werd bekend dat FOX bedenkingen heeft over de toon van de serie, de romantische komedie zou niet goed passen bij de andere nieuwe komedies die gedurfer zijn zoals Brooklyn Nine-Nine en Dads. Als gevolg hiervan worden er nu zes afleveringen uitgezonden en is de acteurs officieus vertelt dat ze andere rollen kunnen aannemen. In juni 2014 werd bekend dat de zes afleveringen die gemaakt zijn nooit op de Amerikaanse televisie zullen verschijnen.